# Vuelta a Extremadura
Die Vuelta Ciclista Internacional a Extremadura ist ein spanisches Straßenradrennen.
Das Etappenrennen findet jährlich im Frühjahr in der Autonomen Region Extremadura statt. Bis 2004 war die Rundfahrt eine Amateurveranstaltung. Ab 2005 war sie Teil der UCI Europe Tour und in die Kategorie 2.2 eingestuft worden. Jüngster Sieger war 2002 der Spanier Sergio Domínguez. Im Jahre 2010 und von 2012 bis 2020 wurde der Wettbewerb nicht ausgetragen.

## Sieger (seit 2002)
| - 2022 Mulu Kinfe Hailemichail - 2021 Benjamin Prades - 2011 Gustavo Pérez | - 2009 José de Segovia - 2008 Daniel Lloyd - 2007 Nuno Marta - 2006 Pedro Romero | - 2005 Luis Roberto Álvarez - 2004 Juan Carlos López - 2003 José Angel Gomez Marchante - 2002 Sergio Domínguez |